# Подземелья Каменной горы (Лаубан)
Подземелья Каменной горы в Лаубане — штольни, выдолбленные во время Второй мировой войны под холмом Каменная гора в Лаубане, Силезия, III Рейх (ныне Любань, Нижнесилезское воеводство, Польша). Строительство продолжалось с 1943 по 1945 годы. Официальное назначение — бомбоубежище. Активно использовались немцами во время битвы за Лаубан.

## Строительство
Строительство подземелий началось в 1943 году, стройку координировал Союз противовоздушной обороны Рейха (нем. Reichsluftschutzband) при поддержке 2-й и 6-й рот 104-го батальона Имперской службы труда, а затем 1-я рота 129-го строительного батальона (Bau-Batalion 129). Большинство работ выполняли пленные и принужденные рабочие из трудовых лагерей Лаубана.
Согласно обнаруженному в 2011 году плану, общая длина подземных выработок должна была составлять 915 метров. По результатам исследований, проведенных с помощью бурения, были обнаружены около 350 метров готовых подземных коридоров.

## В культуре
- В советском фильме «Действуй по обстановке!», несмотря на достаточно далёкую от реальных событий фабулу, показаны подземелья Лаубана с находящимися там военнопленными, которые устраивают восстание и помогают Красной армии в битве за город. Съёмки подземелья проходили в Форте № 2 «Бронзарт» близ Калининграда.